# Juan Merino
Juan Merino Ruiz (La Línea, 22 de julho de 1977) é um ex-futebolista e treinador de futebol espanhol. Atualmente comanda o Real Bétis.